# Ордес
Ордес (гал. Ordes, ісп. Órdenes) — муніципалітет в Іспанії, у складі автономної спільноти Галісія, у провінції Ла-Корунья. Населення — 12 757 осіб (2009).
Муніципалітет розташований на відстані близько 490 км на північний захід від Мадрида, 32 км на південь від Ла-Коруньї.
Муніципалітет складається з таких паррокій: Ардеміль, Барбейрос, Беан, Бускас, Лейра, Леста, Меркурін, Ордес, Парада, Перейра, Поуло, Санта-Крус-де-Монтаос, Віламайор.

## Географія
Через муніципалітет протікає річка Тамбре.

## Демографія
Динаміка населення (INE ):

## Галерея зображень

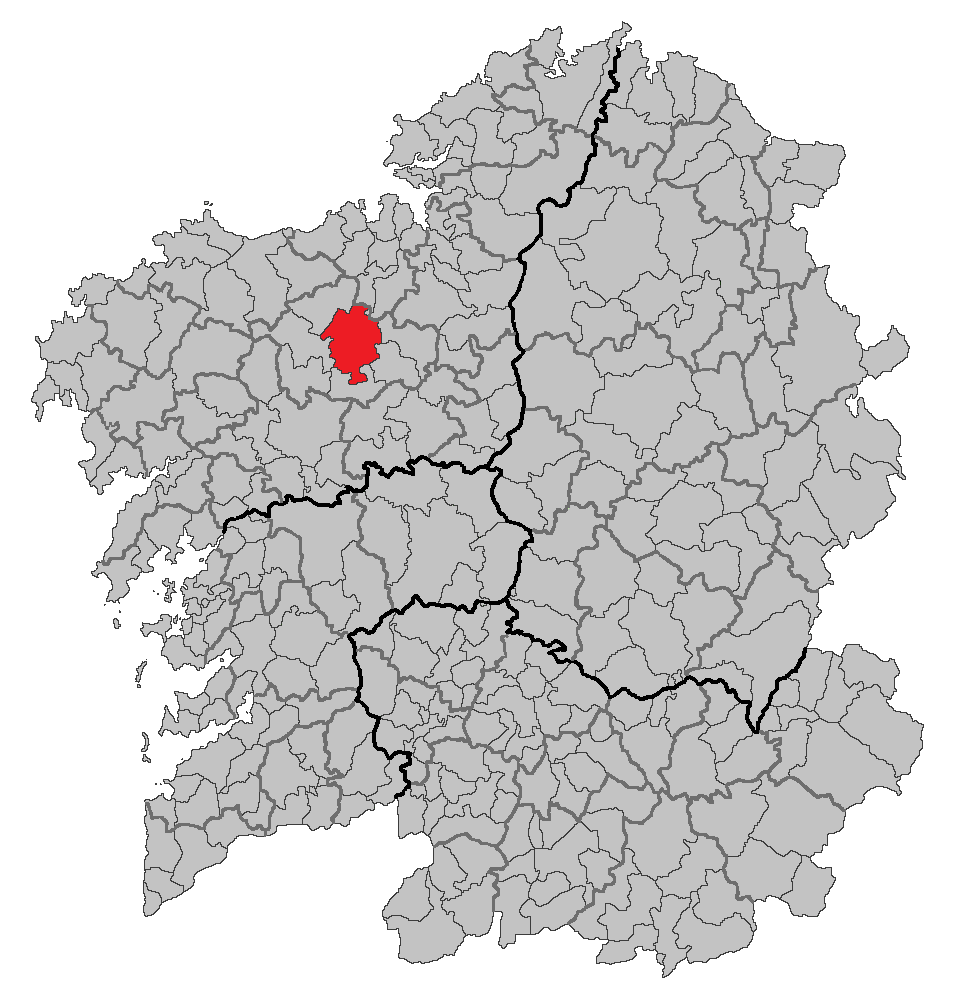
Розташування муніципалітету